# A-Film
A-Film (voluit A-Film Benelux B.V.) was de grootste filmdistributeur van de Benelux, gevestigd in Amsterdam. Het bedrijf werd opgericht in 1999 en hield kantoor in Pand Noord in het noorden van Amsterdam, waar ook enkele andere filmbedrijven zijn gevestigd. A-Film was een van de bekendste filmdistributeuren van Nederland. Het bedrijf distribueerde Nederlandse producties zoals Phileine zegt sorry en  Zwartboek, maar ook veel bekende buitenlandse films zoals The Lord of the Rings en The Pianist.
Het bedrijf verwierf filmrechten tijdens de filmfestivals van Cannes en Los Angeles. Onder de vlag van A-Film werden films vertoond in bioscopen en verkocht op dvd, blu-ray, video on demand en betaaltelevisie.
Het bedrijf heette tot juni 2013 A-Film Distribution, daarna zijn A-Film en Benelux Film Distributors samen verdergegaan als A-Film Benelux B.V.
Het bedrijf vroeg maandag 14 september 2015 uitstel van betaling aan en is daarna ook failliet verklaard.

## Gedistribueerde films
Een selectie van de films, die zijn gedistribueerd door A-Film.
- Adrenaline
- Alles is familie
- Alles is liefde
- Beasts of the Southern Wild
- Blancanieves
- Brokeback Mountain
- Bowling for Columbine
- Costa!
- De dominee
- Donnie Darko
- En un momento dado
- Girl with a Pearl Earring
- Grindhouse
- Hable con ella
- De Heineken Ontvoering
- The Host
- In Oranje

- Kapringen
- The Lord of the Rings
- Lost in Translation
- Magic Mike
- Magnolia
- La mala educación
- The Master
- Match Point
- Million Dollar Baby
- Mirror Mirror
- Nachtrit
- Ober
- Paradise Now
- The Pianist
- Plan C
- Quartet
- The Queen

- Rashomon
- Safe Haven
- Silver Linings Playbook
- Sterke verhalen
- Super Size Me
- Süskind
- Suspiria
- Swingers
- Todo sobre mi madre
- Der Untergang
- Valentino
- Verliefd op Ibiza
- Vet hard
- Volver
- Wedding Crashers
- Zero Dark Thirty
- Zwartboek